# GSC1909-1141
GSC1909-1141 — хімічно пекулярна зоря спектрального класу A, що має видиму зоряну величину в смузі V приблизно  9,5.